# Route 395 (Nouvelle-Écosse)
Pour les articles homonymes, voir Route 395.
La route 395 est une route secondaire de la Nouvelle-Écosse d'orientation nord-sud située dans le nord-est de la province, sur l'île du Cap-Breton. Elle traverse une région plutôt boisée et montagneuse, entre Whycocomagh et South West Margaree. Elle est une route moyennement empruntée, puisqu'elle est la principale route reliant le centre et le reste de la province (depuis la Route Transcanadienne) vers Chéticamp, ce fameux village acadien. De plus, elle mesure 41 kilomètres, et est une route asphaltée sur l'entièreté de son tracé, quoique quelques sections de la route doivent être réaménagées, en raison de la mauvaise condition de la chaussée.

## Tracé
La route 395 débute à la sortie 5 (intersection) de la Route Transcanadienne, la route 105, dans le centre de Whycocomagh. Elle commence vers le nord, puis elle croise la route 252 quelques kilomètres au nord de Whycocomagh. Elle suit ensuite la rive est du lac Ainslie, passant près du parc provincial de Trout Brook. Elle atteint ensuite Scotsville à l'extrémité nord-est du lac, puis elle suit la rivière Southwest Margaree pour le reste de son parcours. Elle se termine dans la ville portant le même nom que la rivière, sur la route provinciale 19.

## Intersections principales
| Route 395         |                     |    |                                                        |                                                                                         |
| Comté             | Location            | km | Intersection/Destinations                              | Notes                                                                                   |
| Comté d'Inverness | Whycocomagh         | 0  | R-105 (Route Transcanadienne), Port Hawkesbury, Sydney | extrémité sud de la 395; sortie* 5 de la 105; panneaux vers Chéticamp depuis la 105 est |
| Comté d'Inverness | Stewartdale         | 4  | R-252 ouest, Mabou                                     |                                                                                         |
| Comté d'Inverness | South West Margaree | 41 | R-19, vers Cabot Trail, Chéticamp, Inverness           | extrémité nord de la 395                                                                |
| *: Intersection   |                     |    |                                                        |                                                                                         |

## Communautés traversées
1. Whycocomagh
2. Churchview
3. Stewartdale
4. Ainslie Glen
5. Trout Brook
6. East Lake Ainslie
7. Scotsville
8. Upper Margaree
9. Gillisdale
10. South West Margaree